# Leponosandrus
Leponosandrus is een geslacht van rechtvleugeligen uit de familie Anostostomatidae. De wetenschappelijke naam van dit geslacht is voor het eerst geldig gepubliceerd in 2001 door Gorochov.

## Soorten
Het geslacht Leponosandrus  is monotypisch en omvat slechts de volgende soort:
- Leponosandrus lepismoides (Walker, 1871)